# Ким Јонгнам
Ким Јонгнам (кореј. 김영남; 29. јануар 1996) елитни је јужнокорејски скакач у воду. Његова специјалност су појединачни и синхронизовани скокови са торња са висине од десет метара, а подједнако успешно се такмичи и у скоковима са даске. 

## Каријера
Скоковима у воду се бави од 11. године, а као сениор дебитовао је на међународној сцени на такмичењу за светски гран-при у италијанском Болцану 2013. године. Свега месец дана касније по први пут је наступио и на светском првенству које је те године одржано у Барселони, а где је наступио у чак пет дисциплина. Најбоље резултате остварио је у синхронизованим скоковима са даске и са торња, где је у пару са Ву Харамом заузео десето, односно осмо место у финалу. У све три дисциплине појединачних скокова није успео да се пласира у финала.
Током 2017. освојио је неколико златних медаља на такмичењима за светски гран-при, те 4 медаље, од којих једна златна на Универзијади у Тајпеју. 
Учестовао је и на наредна три светска првенства, у Казању 2015, Будимпешти 2017. и Квангџуу 2019. године. 